# Fred Jesse Russell
Fred Jesse Russell, som var født i 1915, var USA's ambassadør i Danmark i årrækken 1971-1973.